# Songs from Instant Star Two
Songs from Instant Star Two es la banda sonora de la segunda temporada de la serie de televisión Instant Star protagonizada por Alexz Johnson en el papel de Jude Harrison, quien interpreta las 11 canciones. Los productores musicales son Matt Hyde y Dave Ogilvie y el productor ejecutivo Stephen Stohn quien también produjo la serie.
A diferencia del primer álbum, este no contiene canciones compuestas por Alexz Johnson.

## Lista de canciones
1. "Liar Liar" (Damhnait Doyle, Marc Jordan, Rob Wells)
2. "How Strong Do You Think I Am" (Christopher Ward, Marc Jordan, Greg Johnston)
3. "Anyone But You" (Christopher Ward, Damhnait Doyle, Marc Jordan)
4. "How I Feel" (Damhnait Doyle, Rob Wells)
5. "There's Us" (Christopher Ward, Rob Wells)
6. "Over-Rated" (Christopher Ward, Greg Johnston, Jeen O'Brien)
7. "Natural Disaster" (Dave Thomson, Luke McMaster)
8. "Fade To Black" (Dave Thomson, Luke McMaster, Marc Jordan, Sarah Caseman)
9. "Another Thin Line" (Brendan Johnson)
10. "Not Standing Around" (Damhnait Doyle, Greg Johnston, Jeen O'Brien)
11. "My Sweet Time" (Christopher Ward, Rob Wells)
12. "Who Am I Fooling" (Christopher Ward, Luke McMaster, Marc Jordan, Wells)
13. "White Lines" (Rob Wells, Luke McMaster, Greg Johnston)

## Personal
- Voz principal y coros - Alexz Johnson
- Coros - Katie B y Leslie Stanwyck
- Guitarras - Craig Northey y Tim Welch
- Piano - Dave Pickell y Dave Glenn
- Teclado y programación - Rob Wells

- Datos: Q2397266